# Славково (Куявсько-Поморське воєводство)
Славково (пол. Sławkowo, нім. Friedenau) — село в Польщі, у гміні Хелмжа Торунського повіту Куявсько-Поморського воєводства.
Населення — 211 осіб (2011).
У 1975-1998 роках село належало до Торунського воєводства.

## Демографія
Демографічна структура станом на 31 березня 2011 року:
|          | Загалом | Допрацездатний вік | Працездатний вік | Постпрацездатний вік |
| -------- | ------- | ------------------ | ---------------- | -------------------- |
| Чоловіки | 110     | 26                 | 75               | 9                    |
| Жінки    | 101     | 26                 | 54               | 21                   |
| Разом    | 211     | 52                 | 129              | 30                   |